# Morris Loeb Lecture
Die Morris Loeb Lecture ist eine Vorlesungsreihe und Ehrung in Physik der Harvard University. Sie wurde 1953 von Morris Loeb gestiftet und es gibt zwei Formen, einmal eine Gastprofessur für ein Semester, einmal als zweiwöchiger Gastaufenthalt mit vier regulären Vorlesungen und zusätzlich ein Vortrag im wöchentlichen Physik-Kolloquium für breitere Kreise.

## Vortragende
- 1953 Freeman J. Dyson, Enrico Fermi, Willis E. Lamb
- 1954 Aage Bohr, Robert B. Leighton, Maurice Goldhaber
- 1955 I. I. Rabi, Victor Weisskopf
- 1956 Tsung-Dao Lee, Donald J. Hughes
- 1957 Hans Bethe, William A. Fowler, Chen Ning Yang, John Cockcroft
- 1958 Cornelis Jacobus Gorter, Francis Low
- 1959 Owen Chamberlain
- 1960 Hartland Snyder, Charles Slichter
- 1962 Robert R. Wilson, Sidney Drell, Stanley Mandelstam
- 1963 Tsung-Dao Lee, Philip Warren Anderson, James Bjorken
- 1964 Artem Alichanjan, John Robert Schrieffer
- 1965 Valentine Telegdi, Bruno Zumino,
- 1966 Nicola Cabibbo, Steven Weinberg, Sergio Fubini, James W. Cronin
- 1967 P. G. H. Sandars, M. Stanley Livingston, Roger J. Elliott
- 1968 John Wheatley, Léon Van Hove, Murray Gell-Mann
- 1969 Frank Drake, Haim Harari, Peter Kapitza, Robert Hofstadter, Bruno Touschek
- 1970 Anatole Abragam, Pierre-Gilles de Gennes, Wolfgang Paul, Sidney Drell
- 1971 Klaus Hepp, Robert Dicke, Vernon Hughes, Maurice Jacob, Chen Ning Yang, John Archibald Wheeler
- 1972 Werner Heisenberg, Francis Low, Kenneth Wilson, Julian Schwinger
- 1973 Chien-Shiung Wu, Alan Heeger, Edwin Land, Paul Dirac, Julian Schwinger
- 1974 Burton Richter, Édouard Brézin, Martin J. Klein, Samuel Goudsmit, Irwin I. Shapiro, Ludwig Faddejew
- 1975 Gerardus ’t Hooft, Stanley Deser, Claude Cohen-Tannoudji, Julian Schwinger, I. I. Rabi, Philippe Nozières
- 1976 Gerson Goldhaber, Oscar Lanford III, Leonard Susskind, Eugene Wigner, Hans Dehmelt
- 1977 Cyrano de Dominicis, Michael Atiyah, Freeman Dyson, Rudolf Peierls, Jakow Sinai
- 1978 Hendrik Casimir, Ronald Drever, Michael E. Fisher, Curtis Callan, Edoardo Amaldi
- 1979 Martin Rees, Victor Weisskopf, Serge Haroche, N. David Mermin, Emilio Picasso
- 1980 Jack Steinberger, Jürg Fröhlich, Mary Gaillard, Felix Bloch, Brebis Bleaney,
- 1981 Edwin McMillan, Frank Wilczek, Stephen Hawking, Simon van der Meer, Harry Swinney
- 1982 Hans Bethe, Abraham Pais, Gerardus ’t Hooft, Wolfgang Panofsky
- 1983 Joseph H. Taylor, Anthony J. Leggett, Anatole Abragam, Steven Weinberg
- 1984 Antti Kupiainen, Krzysztof Gawedzki, außerdem fand ein Kolloquium zum SSC statt[1]
- 1985 Victor Weisskopf, Gérard Toulouse, Giorgio Parisi, Steven Weinberg
- 1986 Edward Witten, Robert Birgeneau, Pierre Darriulat, Daniel Kleppner
- 1987 Steven Chu, Leo Kadanoff, Steven Weinberg, Scott Tremaine, Andrei Linde
- 1988 Malcolm Beasley, Konrad Kleinknecht, Lew Okun, Michael Berry, Juri Kagan
- 1989 Alexander Markowitsch Poljakow, Jean Zinn-Justin, Alexander Borissowitsch Samolodtschikow (Zamolodchikov), Herbert Walther, Karl Berkelman, Steven Weinberg
- 1990 Paul Steinhardt, Carl Wieman, Jerry Gollub
- 1991 Pierre-Gilles de Gennes, Nathan Isgur, Alain Aspect
- 1992 Peter Goldreich, Douglas Gough, Stanislas Leibler
- 1993 Giorgio Frossati, Stephen Shenker, Elliott Lieb
- 1994 Bohdan Paczyński, Linn Mollenauer, Alexander Pines
- 1995 Ad Lagendijk, Edward Witten, Claude Cohen-Tannoudji, Steven Weinberg
- 1996 Juri Kagan, Paul Chaikin, Nathan Seiberg (und Special Lecture Kongressmitglied Vernon J. Ehlers)
- 1997 Mark Wise, David J. Stevenson, Hans Mooij
- 1998 Roger Angel, Leonard Susskind, Hans Günter Dosch, Hans J. Specht, Albert Libchaber
- 1999 Sébastien Balibar, Stephen Hawking, Ashoke Sen, Sidney Nagel
- 2000 Joseph Polchinski, Margaret Murnane, Lisa Randall
- 2001 John Carlstrom, Steven Weinberg
- 2002 David DiVincenzo, James P. Eisenstein, H. Jeff Kimble
- 2003 Georg Maret, Brian Greene
- 2004 Eli Yablonovitch, Marvin Cohen
- 2005 Persis Drell, John Preskill, John Hopfield
- 2006 Rocky Kolb, Eric Adelberger
- 2007 Don Eigler, Steven M. Block, Marlan Scully
- 2008 David B. Kaplan, Ann Nelson, J. C. Séamus Davis, Rashid Sunyaev
- 2009 Daniel Eisenstein, Matthew P. A. Fisher
- 2010 Boris Shraiman, Dam Thanh Son
- 2011 John Clarke, Theodor Hänsch
- 2012 Philip Kim, Fabiola Gianotti
- 2013 Marc Mézard
- 2014 Brian P. Schmidt
- 2015 Juan Maldacena, Stephen Hawking
- 2016 Ali Yazdani
- 2017 Michael Berry, Margaret Murnane
- 2018 Jun Ye, Donna Strickland
- 2019 Yann LeCun, Zhi-Xun Shen
- 2021 Sara Seager
- 2022 M. Cristina Marchetti, Asimina Arvanitaki
- 2023 Jean Dalibard, Andre Geim
- 2024 Phiala Shanahan[2]

## Historical Lectures
Zusätzlich gibt es seit 1900 die David M. Lee Historical Lectures (und davor die Historical Lectures und Loeb-Lectures mit historischem Inhalt wie die von Heisenberg), mit den Vortragenden:
- 1983 Kenneth Bainbridge
- 1985 Edward Mills Purcell
- 1986 J. Curry Street
- 1987 Emilio Segrè
- 1988 Norman F. Ramsey
- 1989 Robert R. Wilson
- 1991 Robert Pound
- 1993 Maurice Goldhaber, Gerald Holton
- 1994 Alexander Pines
- 1995 Nicolaas Bloembergen
- 1996 Chen Ning Yang
- 1997 Philip Warren Anderson
- 1998 Murray Gell-Mann
- 1999 Charles H. Townes
- 2000 Sheldon Glashow, Issaak Chalatnikow
- 2001 Walter Kohn
- 2002 Richard L. Garwin
- 2003 Freeman Dyson
- 2004 James Peebles
- 2005 Charles Slichter
- 2006 David M. Lee, Douglas Osheroff
- 2007 Daniel Kleppner
- 2008 Michael Tinkham
- 2009 Mildred Dresselhaus
- 2010 Dudley Herschbach
- 2011 David Gross
- 2012 Roy J. Glauber
- 2013 François Englert
- 2014 Steven Weinberg
- 2015 Richard Muller
- 2016 Michael E. Fisher
- 2018 Rainer Weiss
- 2019 Anton Zeilinger
- 2021 Helen Quinn, David Ruelle
- 2022 Steven Chu
- 2023 Frank Wilczek